# Бокане
Бокане су насељено мјесто у општини Воћин, у сјеверној Славонији, Вировитичко-подравска жупанија, Република Хрватска.

## Географија
Бокане се налазе око 10 км источно од Воћина.

## Историја
До територијалне реорганизације у Хрватској насеље се налазило у саставу бивше општине Подравска Слатина.

### Усташки злочини у Другом светском рату
Крајем јануара 1942. године донели су у село Бокане, срез Подравска Слатина, лугар Флаш Емил из Ћералије и још неколико усташа и наредили Србима: Јоци Татићу, Танасији и Николи Цветићу, Милу Матићу и Благоју Ракићу да иду са њима у шуму да лове куне. Пошто нису ништа уловили, при повратку кад су били у шуми званој "Лужњаковац" усташе су рекле Србима: "Ви ћете бити зечеви а ми ловци" и одмах припуцали на њих убивши Николу Цветића и Мила Матића, док су остала тројица успели да побегну у шуму.

## Становништво
Бокане су према попису из 2011. године имале 215 становника.
| Национални састав према попису из 2011.‍ | Национални састав према попису из 2011.‍ | Национални састав према попису из 2011.‍ | Национални састав према попису из 2011.‍ | Национални састав према попису из 2011.‍ |
| --------------------------------------- | --------------------------------------- | --------------------------------------- | --------------------------------------- | --------------------------------------- |
|                                         |                                         |                                         |                                         |                                         |
| Хрвати                                  | Хрвати                                  |                                         | 213                                     | 99,1%                                   |
| Укупно: 215                             |                                         |                                         |                                         |                                         |

| Националност       | 1991. | 1981. | 1971. | 1961. |
| Срби               | 110   | 149   | 171   | 183   |
| Југословени        | 3     | 10    |       |       |
| Хрвати             | 2     | 6     | 12    | 11    |
| остали и непознато | 1     | 3     |       |       |
| Укупно             | 116   | 168   | 183   | 194   |

| Демографија | Демографија | Демографија |
| Година      | Становника  | Становника  |
| ----------- | ----------- | ----------- |
| 1961.       | 194         |             |
| 1971.       | 183         |             |
| 1981.       | 168         |             |
| 1991.       | 116         |             |
| 2001.       | 192         |             |
| 2011.       | 215         |             |